# Bernard Darniche
Bernard Darniche (28 de marzo de 1942, Cenon, Gironda) es un expiloto de rally francés que ha competido en el Campeonato del Mundo de Rally entre 1973 y 1987 donde consiguió siete victorias y once podios, en el Campeonato de Europa de Rally donde consiguió dos títulos en 1966 y 1967 y en el Campeonato de Francia de Rally donde logró tres: en 1972, 1976 y 1978 siempre con marcas francesas o italianas como Renault-Alpine o Lancia.

## Palmarés

### Victorias en el Campeonato Mundial de Rally
| #  | Año  | Rally               | Piloto     | Automóvil                |
| -- | ---- | ------------------- | ---------- | ------------------------ |
| 1. | 1973 | Rally de Marruecos  | Alain Mahe | Renault-Alpine A110 1800 |
| 2. | 1975 | Rally de Córcega    | Alain Mahe | Lancia Stratos HF        |
| 3. | 1977 | Rally de Córcega    | Alain Mahe | Fiat 131 Abarth          |
| 4. | 1978 | Rally de Córcega    | Alain Mahe | Fiat 131 Abarth          |
| 5. | 1979 | Rally de Montecarlo | Alain Mahe | Lancia Stratos HF        |
| 6. | 1979 | Rally de Córcega    | Alain Mahe | Lancia Stratos HF        |
| 7. | 1981 | Rally de Córcega    | Alain Mahe | Lancia Stratos HF        |

| Predecesor: Maurizio Verini | Campeón de Europa 1976-1977 | Sucesor: Tony Carello |

## Resultados

### Rally Dakar
| Año     | Categoría | Vehículo  | Posición | Etapas |
| ------- | --------- | --------- | -------- | ------ |
| 1983    | Coches    | Datsun    | Ret.     | -      |
| 1984    | Coches    | Lada Niva | Ret.     | -      |
| 1985    | Coches    | Audi      | Ret.     | 3      |
| 1988    | Coches    | Renault   | Ret.     | -      |
| Fuente: |           |           |          |        |